# Горшкова, Раиса Петровна
Раиса Петровна Горшкова (род. 1931) — российский химик, лауреат премии имени И. И. Мечникова (1993).
Родилась 24 января 1931 года в селе Усть-Кишерть Пермской области.
Окончила Уральский лесотехнический институт по специальности инженер-технолог лесохимических производств (1949).
Работала в отделе химии Дальневосточного филиала СО АН СССР в должностях от старшего лаборанта до заведующей лабораторией химии углеводов ТИБОХ ДВО РАН, с 1994 года ведущий научный сотрудник ТИБОХ ДВО РАН.
В 1959 г. вместе с Ю. С. Оводовым, С. В. Томшич, Н. А. Командровой, В. А. Зубковым и др. установила структуры О-специфических полисахаридов всех сероваров псевдотуберкулезного микроба и показала, что заболевание ДСЛ (дальневосточная скарлатиноподобная лихорадка) вызывают 1В, 1А серовары.
В 1969 г. защитила кандидатскую диссертацию по теме «Строение углеводных цепей панаксазидов D,E,F- тритерпеновых гликозидов из корней женьшеня».
В 1993 г. за серию работ «Химическое и иммунохимическое исследование О-соматических антигенов грамотрицательных бактерий» постановлением Президиума РАН присуждена премия имени И. И. Мечникова.